# Communauté de communes Aghja Nova
Die Communauté de communes Aghja Nova ist ein ehemaliger französischer Gemeindeverband mit der Rechtsform einer Communauté de communes im Département Haute-Corse in der Region Korsika. Sie wurde am 29. Dezember 2004 gegründet und umfasste sieben Gemeinden. Der Verwaltungssitz befand sich im Ort Omessa.

## Historische Entwicklung
Mit Wirkung vom 1. Januar 2017 fusionierte der Gemeindeverband mit
- Communauté de communes di E Tre Pieve: Boziu, Mercoriu e Rogna,
- Communauté de communes du Niolu sowie
- Communauté de communes de la Vallée du Golo

und bildete so die Nachfolgeorganisation Communauté de communes des Quatre Territoires.

## Ehemalige Mitgliedsgemeinden
1. Castiglione
2. Castirla
3. Omessa
4. Piedigriggio
5. Popolasca
6. Prato-di-Giovellina
7. Soveria